# Steg
Steg is een plaats en voormalige gemeente in het Zwitserse kanton Wallis, en maakt sinds 1 januari 2009 deel uit van de gemeente Steg-Hohtenn in het district Westlich Raron.
Het dorp Steg ligt aan de zuidkant van het Lötschental in het Duitstalige deel van het kanton. In het westen wordt het begrensd door de rivier de Lonza, die ook de grens van het district markeert. De rivier scheidt het dorp van het direct aangrenzende dorp Gampel. Het huidige dorp Steg heette oorspronkelijk Benken. De naam 'Steg' komt van de brug die de dorpen Gampel en Steg met elkaar verbindt.
Steg heeft ongeveer 1300 inwoners (2006) en is een belangrijke vestigingsplaats voor industrie en handel in Oberwallis.
- Gemeinsame Normdatei: 1049250931
- Historisch woordenboek van Zwitserland: 002765